# Maximilian (martir)
Maximilian (n. 274, Thavaste, Numidia, Imperiul Roman, azi Tébessa, Algeria – d. 295) este un sfânt creștin timpuriu sărbătorit la 12 martie. Este un martir al Bisericii creștine din secolul al III-lea.

## Biografie
Deoarece tatăl său, Fabius Victor, era un soldat în armata romană, Maximilian a fost obligat să i se alăture la vârsta de 21 de ani. Adus în fața proconsulului din Numidia, Cassius Dion, el a refuzat afirmând că, în calitate de creștin, nu poate servi în armată. Acest lucru a dus la martiriul său prin decapitare la 12 martie 295 în Thavaste.
Este atestat ca un timpuriu obiector de conștiință. Grupul de clerici din anii 1970, Ordinul lui Maximilian, care erau împotriva Războiului din Vietnam, îi poartă numele.